# Flower Bud
Flower Bud – drugi minialbum południowokoreańskiej grupy GFriend, wydany 23 lipca 2015 roku przez wytwórnię Source Music i dystrybuowany przez KT Music. Głównym singlem z płyty jest „Me Gustas Tu” (kor. 오늘부터 우리는 (Me Gustas Tu)). Pod względem muzycznym jest to album z gatunku bubblegum pop i jest podobny stylem do koreańskich girlsbandów z lat 90. XX w.
Sprzedał się w nakładzie 28 281 egzemplarzy w Korei Południowej (stan na kwiecień 2019).

## Lista utworów
| CD | CD                                                                                | CD                 | CD                             | CD                       | CD      |
| Nr | Tytuł utworu                                                                      | Tekst              | Kompozycja                     | Aranżacja                | Długość |
| -- | --------------------------------------------------------------------------------- | ------------------ | ------------------------------ | ------------------------ | ------- |
| 1. | „Intro (Flower Bud)”                                                              |                    | Iggy, Seo Yong-bae             | Iggy, Seo Yong-bae       | 1:19    |
| 2. | „Oneulbuteo Urineun (Me Gustas Tu)” (kor. 오늘부터 우리는 (Me Gustas Tu))         | Iggy, Seo Yong-bae | Iggy, Seo Yong-bae             | Iggy, Seo Yong-bae       | 3:40    |
| 3. | „Haneul Araeseo” (kor. 하늘 아래서, ang. Under the Sky)                           | Iggy               | Iggy, Hong Beom-gyu, Kim Woong | Hong Beom-gyu, Kim Woong | 4:10    |
| 4. | „One”                                                                             | Iggy, Seo Yong-bae | Iggy, Seo Yong-bae             | Iggy, Seo Yong-bae       | 3:14    |
| 5. | „Gioekhae (My Buddy)” (kor. 기억해 (My Buddy))                                    | Heuk Tae           | Heuk Tae, Kwon Hyeok-ho        | Heuk Tae                 | 3:33    |
| 6. | „Oneulbuteo Urineun (Me Gustas Tu)” (kor. 오늘부터 우리는 (Me Gustas Tu)) (Inst.) |                    | Iggy, Seo Yong-bae             | Iggy, Seo Yong-bae       | 3:40    |

## Notowania
| Lista                   | Pozycja |
| ----------------------- | ------- |
| Gaon Weekly Album Chart | 6       |